# Iram Saraiva
Iram de Almeida Saraiva GOMM (Goiânia, 27 de agosto de 1944 — São Paulo, 9 de abril de 2020) foi um professor, advogado, historiador e político brasileiro filiado ao Movimento Democrático Brasileiro (MDB). Por Goiás, foi senador, deputado federal durante dois mandatos e deputado estadual, além de vereador da capital Goiânia por dois mandatos. Foi também presidente e ministro do Tribunal de Contas da União (TCU).

## Carreira política
Bacharel em História e Direito pela Universidade Federal de Goiás, também foi professor na Faculdade Sul-Americana (Fasam), de propriedade de sua família. Estreou na política pelo MDB como vereador em Goiânia, em 1972. A seguir, elege-se sucessivamente deputado estadual, em 1974, e deputado federal, em 1978.
Mesmo vítima de um acidente automobilístico em que ficou paralítico, prosseguiu sua vida política sendo reeleito para a Câmara dos Deputados, em 1982, pelo PMDB e, em 1986, foi eleito senador.
Filiou-se ao Partido Democrático Trabalhista (PDT) e disputou o governo de Goiás, em 1990, porém obteve apenas o quarto lugar com 4 por cento dos votos. Logo retorna ao MDB, com seu filho e também político Iram de Almeida Saraiva Júnior.

## Tribunal de Contas da União
Escolhido pelo Senado para ocupar a vaga do ministro do Tribunal de Contas da União (TCU), Luciano Brandão Alves de Sousa, que se aposentara em 1994, renuncia ao mandato e seu suplente, Jacques Silva, assume. É empossado como ministro em 17 de agosto de 1994. Presidiria a corte entre 1999/2000 e da qual se aposentou, em 2003.
Admitido à Ordem do Mérito Militar em 1994 como ministro do TCU no grau de Comendador especial pelo presidente Itamar Franco, Iram foi promovido em 2003 por Luiz Inácio Lula da Silva ao grau de Grande-Oficial.
Retornou à política, em 2008, pelo PMDB ao se eleger para o seu segundo mandato de vereador em Goiânia. Seu filho, Iram Saraiva Filho, foi deputado estadual de Goiás.

## Morte
Em 9 de abril de 2020, morreu no Hospital Sírio-Libanês, onde sofreu um AVC após mais de cinco meses de internação para tratar infecções.